# Костел Матері Божої Скапулярної (Перемишль)
Костел Матері Божої Скапулярної (пол. Kościół Matki Bożej Szkaplerznej w Przemyślu) — культова споруда, римсько-католицький храм у Перемишлі, в історичному районі міста Підгір'я. Головна споруда розташованого тут монастиря кармеліток босих.

## Історія

Закладення підмурівків костелу (фото 1899 року)

У часи середньовічного Перемишля на цьому місці знаходилась православна, а згодом греко-католицька церква св. Миколая на Підгір'ї, при якій існувало відоме братство. Церква була розібрана коло 1786 року в рамках акції з ліквідації надмірної кількості культових споруд в Австрійській імперії (так звана «Йосифінська касата»).
Майже через сто років, до міста прибули монахині латинського ордену кармеліток босих, котрі стали збирати гроші на розбудову тут свого монастиря і храму. У 1899 було закладено фундаменти та розпочалось будівництво, яке завершилось наступного року. Будівництвом керував канонік перемиської римо-католицької дієцезії Юзеф Вєйовский. Автором проєкту став місцевий проектант Міхал Зайончковський. Посвяту костелу здійснив тодішній латинський єпископ Перемиський Юзеф Пельчар. Після побудови споруди певний час тривало погашення кредитів, виданих на її потреби.

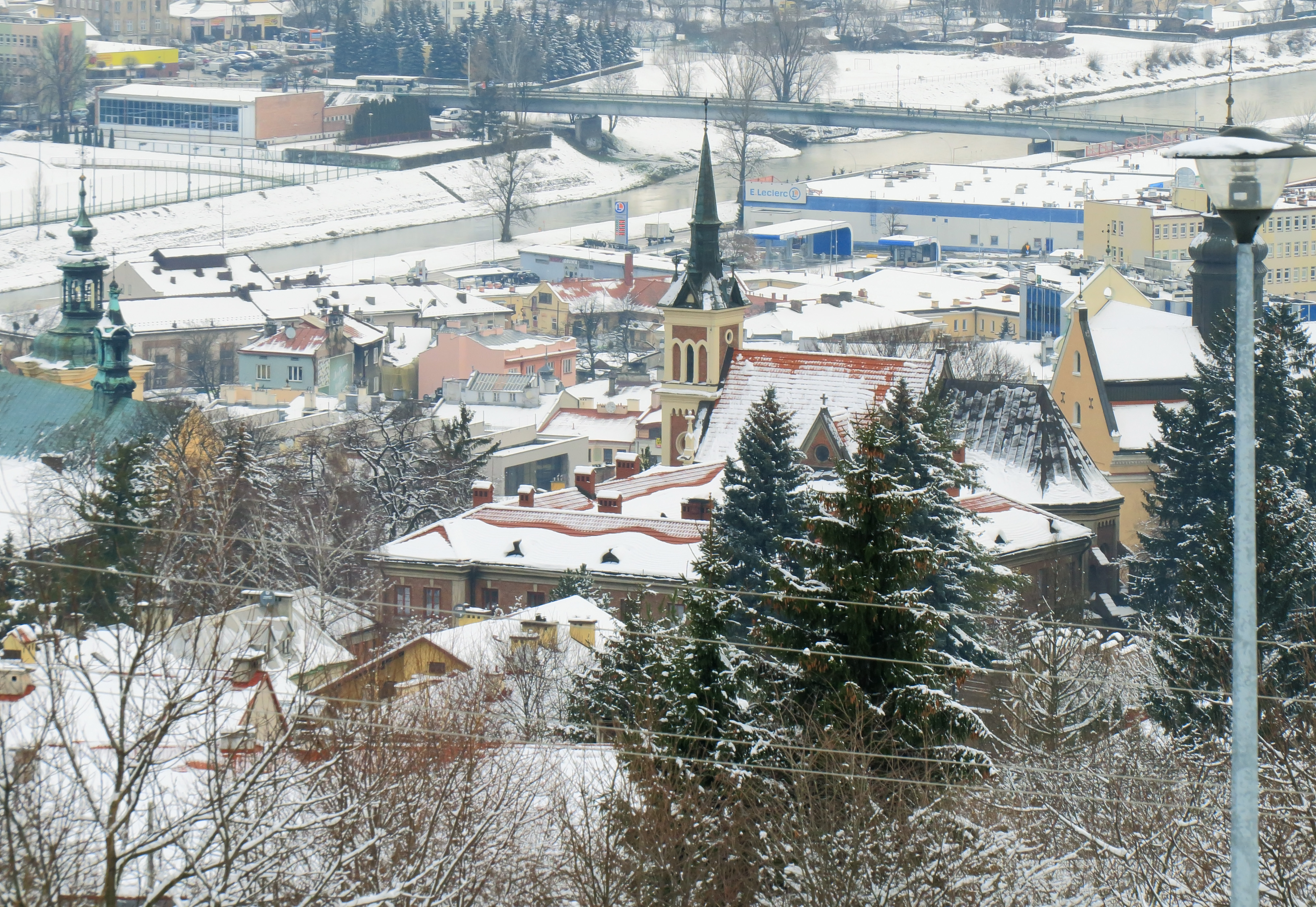
Костел у панорамі міста (фото 2017 року)

## Архітектура
Споруда вирішена в неоготичному стилі в традиційній техніці комбінування червоної цегляної кладки та білого каменю, з елементами романської архітектури. Домінуючим елементом є вежа-дзвіниця, завершена гострим шпилем. Прилеглі монастирські корпуси мають неокласичне вирішення фасадів та типове прямокутно-регулярне планування. Завдяки своєму розташуванню, храм монастрия кармеліток босих відіграє важливу роль у формуванні сучасної панорами міста.